# شاهماسور
شاهماسور (به ارمنی: Շահմասուր) یک منطقهٔ مسکونی در جمهوری آرتساخ است که در استان شاهومیان واقع شده‌است. شاهماسور ۱۳۹ نفر جمعیت دارد و ۱٬۱۱۰ متر بالاتر از سطح دریا واقع شده‌است.